# Priontoleberis norvegica
Priontoleberis norvegica är en kräftdjursart som först beskrevs av Georg Ossian Sars 1869.  Priontoleberis norvegica ingår i släktet Synasterope, och familjen Cylindroleberidae. Arten är reproducerande i Sverige.